# Carly Schroeder
Carly Brook Schroeder (Valparaiso, 18 ottobre 1990) è un'attrice statunitense.

## Biografia
Nata nello stato dell'Indiana, fin da bambina ha lavorato nel mondo dello spettacolo, lavorando come baby modella e comparendo in svariati spot pubblicitari. Nel 1997 viene scritturata dalla American Broadcasting Company per il ruolo di Serena Baldwin nella soap opera Port Charles, spin-off della soap opera General Hospital. Nella soap ha lavorato dal 1997 al 2003 ricevendo nomination agli Young Artist Award.
Dopo aver prestato la sua voce per i film Babe va in città e Toy Story 2 - Woody e Buzz alla riscossa, appare in due episodi di Dawson's Creek e interpreta la parte di Melina Bianco in una dozzina di episodi di Lizzie McGuire, ruolo che interpreta anche nel film tratto dalla serie Lizzie McGuire: Da liceale a popstar.
Nel 2004 recita nel film indipendente Mean Creek e appare nell'episodio 6 della seconda stagione del telefilm "Cold Case", dove interpreta una ragazzina, mentre nel 2006 interpreta la figlia di Harrison Ford in Firewall - Accesso negato. Nel 2007 recita nel thriller/horror Prey - La caccia è aperta ed è protagonista del film drammatico/sportivo Il mio sogno più grande.
Nel gennaio 2019, ha annunciato su Instagram la decisione di ritirarsi dalla carriera di attrice e arruolarsi volontaria nell'Esercito degli Stati Uniti, iscrivendosi a un corso per allievi ufficiali, ottenendo il grado di sottotenente..

## Filmografia

### Cinema
- Lizzie McGuire - Da liceale a popstar (The Lizzie McGuire Movie), regia di Jim Fall (2003)
- Mean Creek, regia di Jacob Aaron Estes (2004)
- Firewall - Accesso negato (Firewall), regia di Richard Loncraine (2006)
- Un delfino per amico (Eye of the Dolphin), regia di Michael D.Sellers (2007)
- Prey - La caccia è aperta (Prey), regia di Darrell Roodt (2007)
- Il mio sogno più grande (Gracie), regia di Davis Guggenheim (2007)
- Forget Me Not, regia di Tyler Oliver (2009)

### Televisione
- Port Charles - serie TV, 163 episodi (1997-2003)
- Dawson's Creek - serie TV, 2 episodi (2000)
- Lizzie McGuire - serie TV, 12 episodi (2001-2003)
- Cold Case - Delitti irrisolti (Cold Case) - serie TV, 1 episodio (2004)
- Ghost Whisperer - Presenze (Ghost Whisperer) - serie TV, 1 episodio (2008)
- Law & Order - Unità vittime speciali (Law & Order: Special Victims Unit) - serie TV, 1 episodio (2009)
- Prayers for Bobby, regia di Russell Mulcahy - film TV (2009)
- General Hospital - serie TV, 2 episodi (2017)

### Doppiatrice
- Babe va in città (Babe: Pig in the City), regia di George Miller (1998)
- Toy Story 2 - Woody e Buzz alla riscossa (Toy Story 2), regia di John Lasseter, Lee Unkrich e Ash Brannon (1999)

## Doppiatrici italiane
Nelle versioni in italiano delle opere in cui ha recitato, Carly Schroeder è stata doppiata da:
- Veronica Puccio in Dawson's Creek, Firewall - Accesso negato, Un delfino per amico, Prey - La caccia è aperta
- Letizia Ciampa in Port Charles, Ghost Whisperer - Presenze
- Eva Padoan in Cold Case - Delitti irrisolti
- Virginia Brunetti in Mean Creek
- Gemma Donati ne Il mio sogno più grande